# Lliçà de Vall
Lliçà de Vall är en kommun i Spanien.   Den ligger i provinsen Província de Barcelona och regionen Katalonien, i den östra delen av landet, 500 km öster om huvudstaden Madrid. Antalet invånare är 6 394. Arean är 10,8 kvadratkilometer. Lliçà de Vall gränsar till Lliçà d'Amunt, Granollers, Parets del Vallès, Mollet del Vallès och Palau-solità i Plegamans. 
Terrängen i Lliçà de Vall är platt.